# In the Year 2525
«In The Year 2525» (en español: «En el año 2525») es una exitosa canción de 1969 del dúo estadounidense de pop-rock Zager & Evans. Logró el número uno en la Billboard Hot 100 durante seis semanas desde el 12 de julio de 1969. También consiguió llegar al número uno en las UK Singles Chart por tres semanas en agosto y septiembre ese año. La canción fue escrita y compuesta por Rick Evans en 1964 y originalmente publicada en un pequeño sello discográfico regional (Truth Records) en 1968. El dúo se disolvió en 1971.